# ليو هوارد
ليو هوارد (بالإنجليزية: Leo Howard) (و. 1997 – م) هو ممثل، وممثل تلفزيوني، وعارض، ولاعب كاراتيه، من الولايات المتحدة الأمريكية، ولد في نيوبورت بيتش، أورانج، كاليفورنيا.

## وصلات خارجية
- ليو هوارد على موقع IMDb (الإنجليزية)
- ليو هوارد على موقع روتن توميتوز (الإنجليزية)
- ليو هوارد على موقع أول موفي (الإنجليزية)
- ليو هوارد على موقع قاعدة بيانات الأفلام السويدية (السويدية)
- ليو هوارد على موقع قاعدة بيانات الفيلم (الإنجليزية)